# 天津英国俱乐部
天津英国俱乐部（Tientsin Club），又名英国球房和游艺津会，始建于1904年，位于当时的天津英租界的维多利亚道（Victoria Road）（今和平区解放北路201号），该建筑目前是天津市文物保护单位和特殊保护等级历史风貌建筑。

## 历史

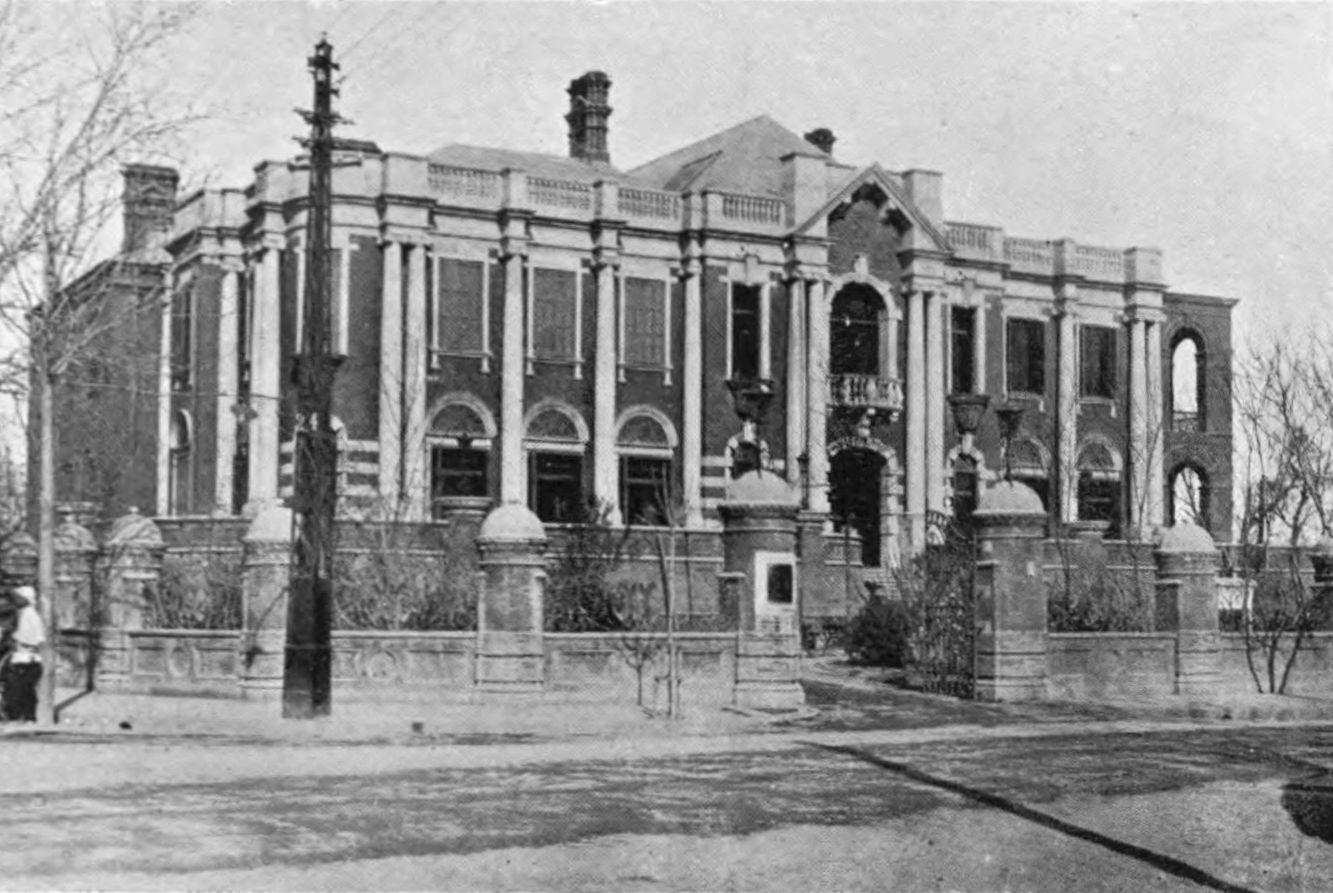
1908年天津英国俱乐部

1904年，天津英租界董事会董事长德璀琳发起兴建天津英国俱乐部，英国俱乐部建成后逐渐成为当时天津英租界的社交中心和重要公共建筑。目前，天津英国俱乐部大楼由天津市人大常委会使用。

## 建筑
天津英国俱乐部为2层建筑，红砖砌筑，棕红色铁皮屋顶，大楼正面附墙立有十余根细长的爱奥尼亚柱式。内部有网球、台球、舞厅、酒吧、餐厅、浴室等设施，设施豪华，为天津英侨上流社会社交场所。

## 内部链接
- 法国俱乐部
- 德国俱乐部
- 英国乡谊俱乐部
- 美国海军俱乐部
- 原奥匈帝国俱乐部